# Puerto de Castellón
El puerto de Castellón es un puerto marítimo situado en el mar Mediterráneo, concretamente en aguas del golfo de Valencia al este de la península ibérica, en el municipio español de Castellón de la Plana. Sus principales actividades son comerciales, fundamentalmente transporte de mercancías destacando los graneles y el petróleo, las pesqueras, las deportivas y de recreo.

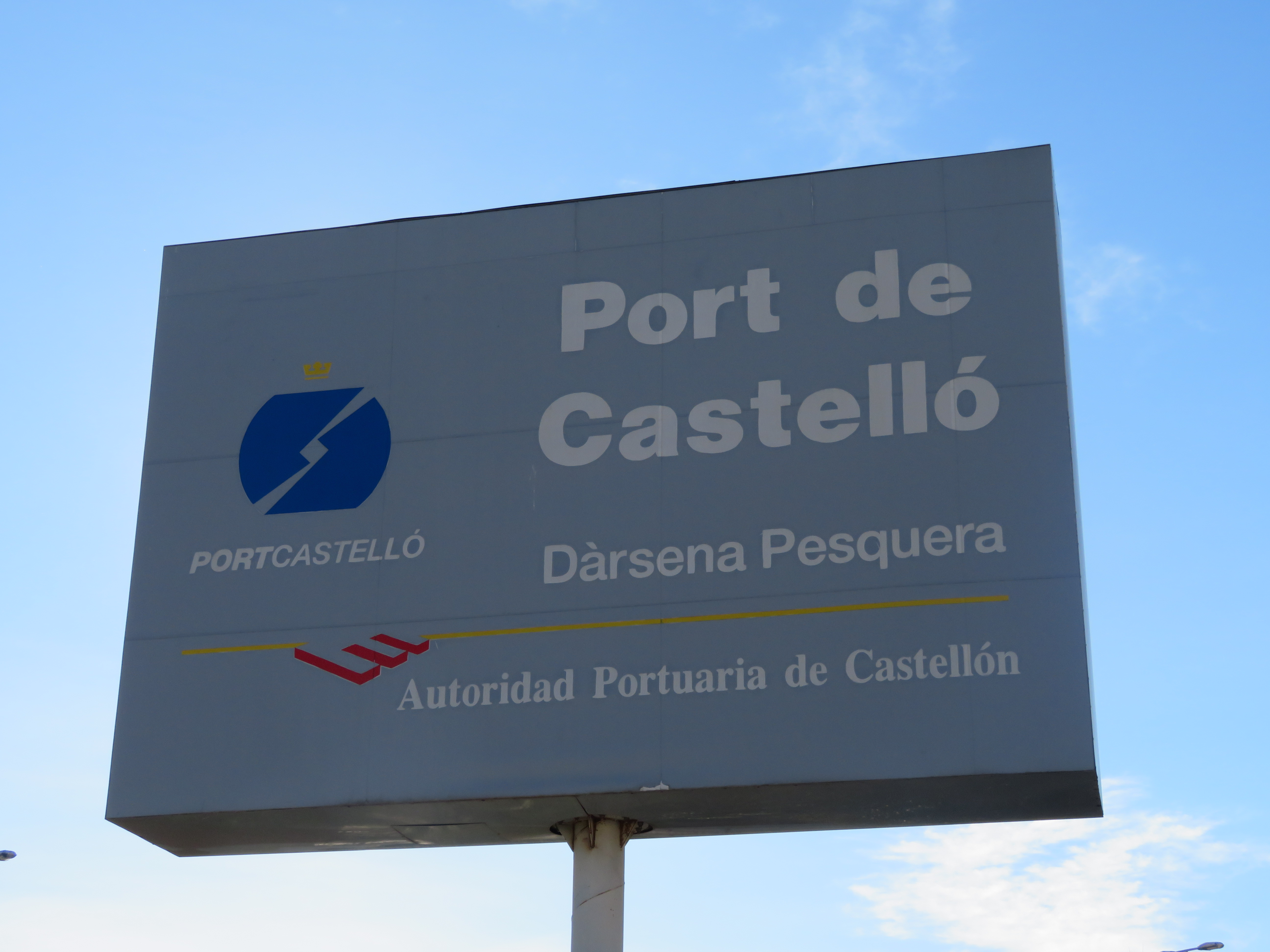
Cartel con el logotipo de la Autoridad portuaria

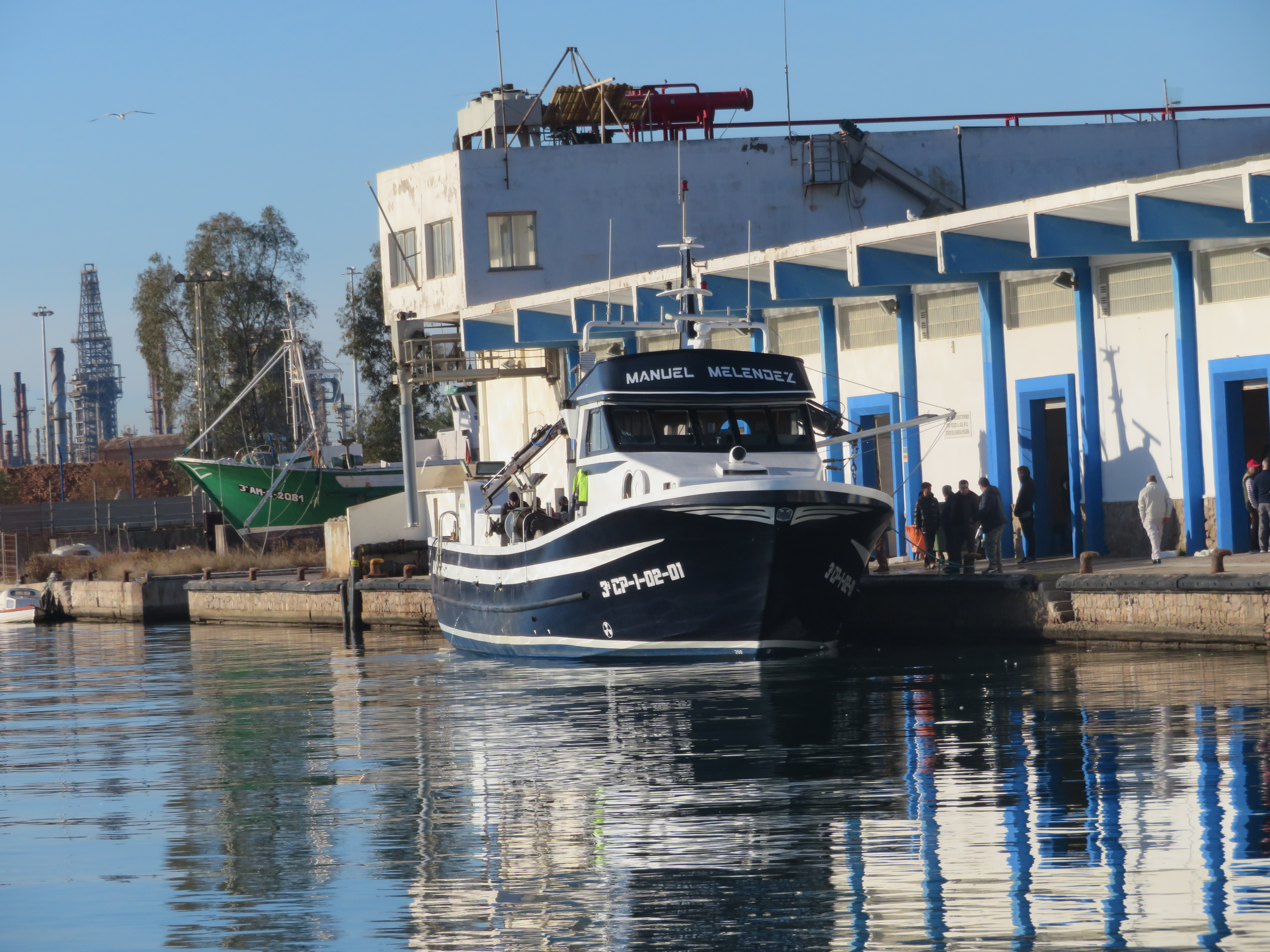
Puerto pesquero de Castellón

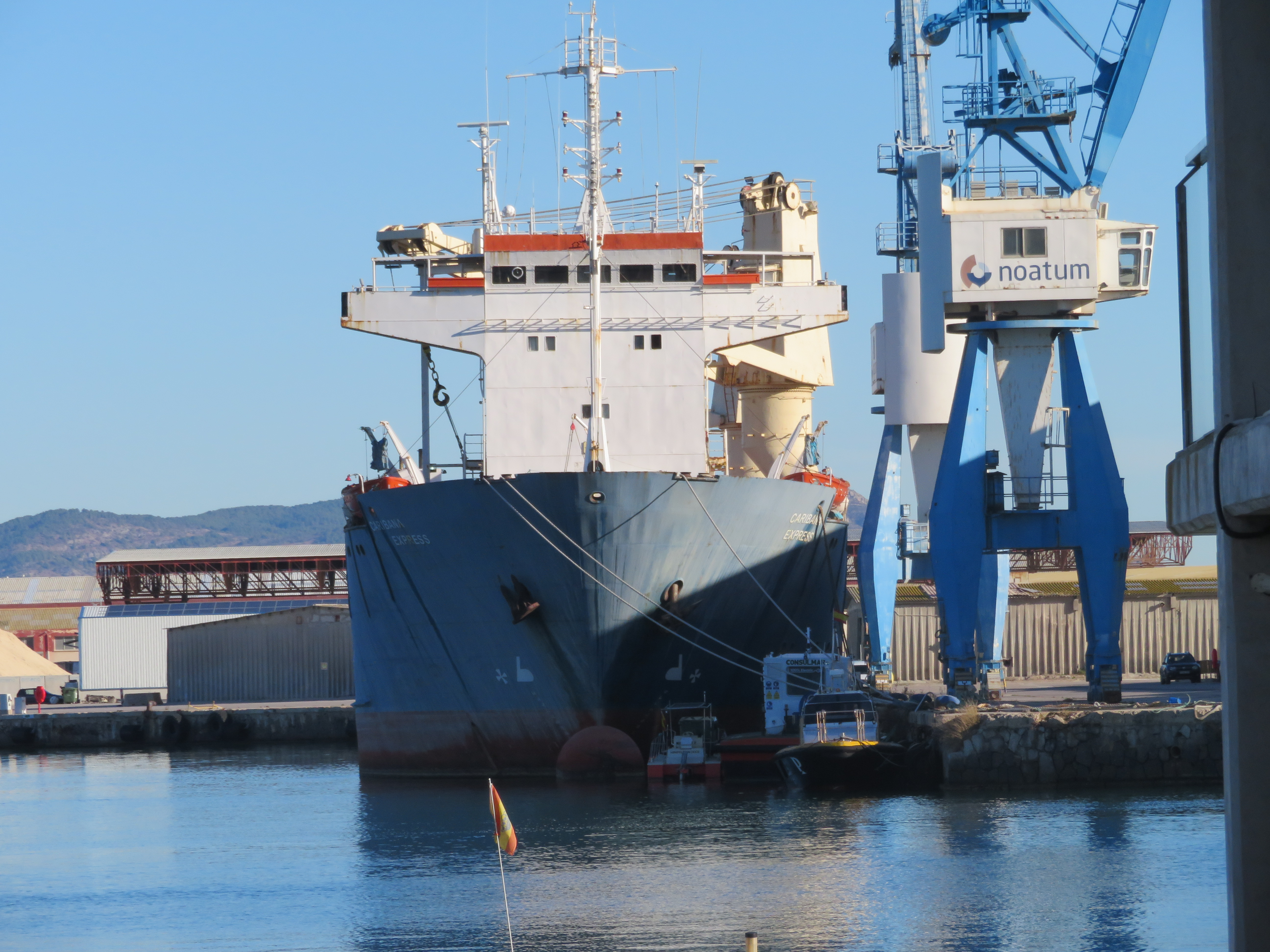
Puerto comercial

## Historia
Aunque por las condiciones geográficas Castellón no disponía de puerto natural la actividad comercial se efectuaba igualmente desde tiempos medievales transportando la carga en barcazas hasta los barcos fondeados frente a las costas del Grao. En 1841 el ayuntamiento solicita permiso para importar productos extranjeros, lo que acabó aumentando el número de buques fondeados hasta los 200 en 1873. Ante estas expectativas en 1865 se solicitó construir un puerto para el cuál se aprobó construir un muelle de abrigo en el fondeadero cuyo anteproyecto presentó el ingeniero Leandro Alloza en 1874 y se autorizó en 1876. Pero una larga serie de problemas políticos acabó demorando la construcción de muelle hasta 1891 y para aquél entonces ni siquiera había ya proyecto definitivo para el puerto hasta que en 1902 se creó la Junta de Obras del Puerto, antecedente de la actual Autoridad portuaria, que en 1905 presentó el proyecto definitivo de la mano de José Serrano Lloberes. Muy pronto el puerto se queda pequeño y se tuvo que ampliar el muelle de Levante, construir el de Costa y crear nuevos almacenes. Los años 1930 no supusieron grandes cambios para el puerto hasta que los bombardeos de la Guerra Civil lo dejaron impracticable, prolongándose las obras de reparación y finalización de los proyectos pendientes, como el muelle transversal o la dársena pesquera, hasta 1954. En 1955 se aprobó el proyecto de ampliación que daría cabida al gran crecimiento previsto por la inauguración de la refinería de petróleo, gracias a la cual el puerto pasó de exportar 431 000 Tm en 1966 a los 4 300 000 Tm el año siguiente convirtiéndose en el puerto con más tráfico de mercancías de la actual Comunidad Valenciana. En los años 80 tras atraer a nuevas empresas a sus instalaciones, se construye el muelle transversal exterior, el más grande del puerto, y dedicado a los graneles sólidos. En los años 1990 se construye el muelle de la Cerámica. En la década del 2000 se construye una explanada ganándole 50 Ha al mar y se aprueba la construcción de la dársena sur con más de 2 000 0000 m², todavía sin finalizar, previsto como ampliación del polígono del Serrallo contiguo; o el muelle del Centenario para el tráfico de contenedores. En total, el puerto de Castellón suma 8750 m de muelles y 22 grúas.

## Actividad económica
El Puerto de Castellón ocupó la novena posición del ranking de puertos de interés general de España desde los años 1990 cuando ascendió desde la 14.ª posición, pero en 2023 sufrió una importante caída del tráfico de mercancías del 24,8 % pasando de las 20 907 494 Tm de 2022 a las 15 710 712 Tm de 2023 y cayendo a la 11.ª posición gracias a la segunda mayor caída en tráfico de entre los Puertos del Estado, y que se suma a la producida en años anteriores. Los principales productos que entran y salen por el puerto son graneles sólidos, como las materias primas para la industria cerámica, los graneles líquidos, como los combustibles producidos en la refinería y la planta de biodiésel, los productos agroalimentarios, especialmente los hortofrutícolas, los contenedores y mercancías especiales. Dispone de conexiones con puertos de 101 países mediterráneos, africanos, ribereños del mar Negro, del mar Rojo y del golfo Pérsico.
El puerto pesquero de Castellón fue el segundo con más capturas realizadas de la Comunidad Valenciana, sumando un total de 2460,9 Tm en el año 2022, apenas 135 Tm menos que el puerto de Torrevieja, sin embargo estas cifras son poco más de la mitad de toneladas capturadas en 2014 cuando el de Castellón fue el puerto más activo de la comunidad. En aquel momento, las capturas de boquerón (1 799 134 Kg) y sardina (1 004 149 Kg) constituían más de la mitad de especies de pescado capturadas, muy por delante de pulpos, merluzas, salmonetes, sepias o doradas.
En 2009 la flota pesquera, reunida en la Cofradía de Pescadores San Pedro del Grao de Castellón estaba compuesta de 68 buques, 20 de pesca de arrastre, 21 de artes menores, 19 de pesca de cerco, 5 de palangre de fondo y 3 de palangre de superficie.
El único transporte de pasajeros regular que se produce en el puerto es la golondrina que lleva a los turistas a las islas Columbretes tres días a la semana en la temporada autorizada.
En 2010 atracó el primer crucero abriéndose como destino para embarcaciones de tamaño pequeño a medio con turistas de alto perfil económico, creciendo la cifra de barcos recibidos hasta 2019 con 5 buques y 5500 turistas, multiplicando por 10 las cifras recibidas hasta la fecha. 2021 solo recibió dos barcos con 1100 pasajeros, 2022 una única escala con 633 pasajeros y en 2023 de nuevo un solo buque con 196 cruceristas. Para la temporada 2024/2025 se tiene previsto el atraque de 10 cruceros con cerca de 7000 visitantes, incluyendo el barco más grande de éstas características que haya atracado en Castellón.

## Instalaciones
Apertura a la ciudad
El Jardín del Puerto, conocido popularmente como els Jardinets, tiene sus orígenes en la década de 1920 con un estilo pompeyano aunque en 1930 fue trasladado a su actual ubicación de 11 050 m² aprovechando unos restos del gran pinar cercano y tardando 20 años en construir un parque a imitación del de Ribalta, ya que la ejecución era realizada por los trabajadores del puerto cuando las condiciones meteorológicas les impedían ejercer sus labores habituales. La zona sufrió numerosos problemas ambientales producidos por la vecina industria química que entonces rodeaba su emplazamiento lo que contribuyó decididamente a su importante degradación urbana. En los primeros años del siglo XXI su suelo fue cedido por la Autoridad Portuaria al ayuntamiento, que emprendió varias obras de rehabilitación para recuperar su esplendor.
El Muelle de Costa se abrió a la ciudadanía con la apertura en 1995 de la plaza del Mar junto al Edificio Moruno y el edificio del Real Club Náutico con su jardín, sus reconocidos quioscos-restaurante y la indescriptible torre mirador; en una segunda fase se amplió la plaza con nuevos jardines como un laberinto —eliminado para crear la plaza de Sète—, templete con teatro al aire libre y la fuente del Peix; más tarde, fruto de una tercera fase, se inauguró en 2003 el complejo de ocio Puerto Azahar con restaurantes, cafeterías, pubs y un multicine con 10 salas, así como la reconstrucción del viejo faro del Puerto como elemento emblemático del nuevo espacio. Puerto Azahar acabó cerrando entre 2019 y 2020.

## Accesos
El acceso rodado al Puerto de Castellón se produce por las siguientes carreteras:
| Identificador | Itinerario                               | Descripción                                                                                                |
| ------------- | ---------------------------------------- | --- |
| CS-22         | Autovía de Acceso al Puerto de Castellón | Comunica el Puerto de Castellón y el Grao con la N-340                                                     |
| N-225         | Teruel-Grao de Castellón                 | Constituye las partes del trazado de esta carretera no solapadas por la CS-22 y no cedidas al ayuntamiento |

El acceso por ferrocarril se produce desde el norte por una vía única sin electrificar en ancho ibérico desde el apeadero de Las Palmas hasta los diferentes muelles de la dársena norte. Esta vía fue la tendida originariamente para transportar la piedra desde la cantera hasta los muelles en construcción, pero debido al crecimiento urbano y varios accidentes graves fue clausurada hasta que en 2007 la Autoridad Portuaria la renueva y reabre en 2010. Está en obras el llamado acceso ferroviario sur que comenzando cerca de la estación de Almazora llegará a la dársena sur y que incluirá una estación intermodal de contenedores y que en una segunda ampliación se unirá a la actual red interior ferroviaria del puerto.

## Cultura
Equipamientos culturales
- El Moruno espacio cultural abrió en 1995 en el Puerto de Castellón en un edificio de carácter patrimonial construido entre 1921 y 1934 para albergar oficinas y almacenes en un estilo medievalista que recuerda  la arquitectura islámica, de donde proviene su nombre, se dedicó entonces como sala de exposiciones y de actos de la Autoridad portuaria y de la fundación cultural que crearía posteriormente. En 2022 se llevaron a cabo tareas de rehabilitación en el edificio y se le otorgó una identidad permanente y una programación más estable.
- El templete de música ubicado en la plaza del Mar del puerto, que acoge en temporada estival conciertos de bandas de música y recitales.
- Entre 1945 y 1950 se construyó por el ingeniero Carlos González-Espresati Sánchez un cobertizo para almacenar las mercancías descargadas en los muelles. Sus fachadas, construidas en ladrillo visto, fueron profusamente decoradas con paneles cerámicos. El edificio fue declarado BRL en 2021. Actualmente alberga un casino.

Eventos culturales
- Escala a Castelló es un acontecimiento anual celebrado en el puerto en el que alrededor de diversas embarcaciones de vela —réplicas de naves históricas, goletas, buques escuela y barcos históricos— atracados en el muelle de Costa dispuestos para ser visitado por el público que también puede disfrutar de pasacalles, mercado artesanal y mercado gastronómico entre otras actividades.[14]
- El Som Festival es un festival de música celebrado todos los fines de semana y festivos entre finales de julio y mediados de agosto en el muelle transversal del puerto de Castellón. Sobre su escenario actúan desde cómicos hasta consagrados artistas de la canción, con especial énfasis en los géneros musicales más populares del momento.[15]

### Deporte
El Real Club Náutico de Castellón nació en 1932 con el afán de promover la vela y otros deportes acuáticos, organizar regatas y facilitar el mantenimiento de las embarcaciones de competición. Dispone de equipos organizados de vela de crucero, vela ligera, piragüismo, kayak-polo —donde el equipo sénior participa en la Primera División—, barco dragón, pesca deportiva e incluso pádel.